# Manabe Akikatsu
Pour les articles homonymes, voir Manabe.
Manabe Akikatsu est un nom japonais traditionnel ; le nom de famille (ou le nom d'école), Manabe, précède donc le prénom (ou le nom d'artiste).
Manabe Akikatsu (間部 詮勝, 30 mars 1804-28 novembre 1884) est un daimyo de l'époque d'Edo qui dirige le domaine de Sabae. Il occupe diverses fonctions au sein du shogunat Tokugawa, dont celle de Kyoto shoshidai et rōjū.